# Crise (figlia di Pallade)
Crise (in greco antico: Χρύση?, Chrýsē) è un personaggio della mitologia greca. Fu una regina d'Arcadia.

## Genealogia
Figlia di Pallade, sposò Dardano e divenne madre di Ideo, Deimas.

## Mitologia
Suo padre fu il tutore di Atena ed entrò il possesso del Palladio che le diede in dote nel matrimonio con Dardano.
Dopo il loro viaggio verso la Samotracia e dopo la sua morte (avvenuta in Troade), il Palladio fu custodito a Troia dal marito, fino a quando non fu preso da Enea per essere portato in Italia.
Dopo la loro partenza dall'Arcadia lasciarono il trono al figlio Deimas.